# Salmo 31
Il salmo 31 (30 secondo la numerazione greca) costituisce il trentunesimo capitolo del Libro dei salmi.
Fu musicato da Felix Mendelssohn, usando il testo inglese della bibbia di re Giacomo.
Salmi 31,6 è ripreso da Luca 23,46.